# ドナン効果
ドナン効果（ドナンこうか、Donnan effect）とは不透過性のイオンが膜の片側に存在する場合に透過性のイオンも不透過性のイオンの影響を受けて膜の両側に不均衡に分布される現象。この現象により膜の両側に電位差が生じる。細胞内液、細胞外液では透過性イオンと不透過性イオンの両者が存在するため、細胞膜を隔ててドナン効果が成立する。また血漿における膠質浸透圧の発生にもドナン効果が寄与している。
フレデリック・ドナンとウィラード・ギブズの名前から、ギブズ-ドナン（Gibbs-Donnan）効果とも言う。

細胞膜を介したドナン平衡（模式図)

## 概要
ドナン効果は、ギブス・ドナン効果（Donnan's effect、Donnan law、Donnan equilibrium、Gibbs-Donnan equilibrium）とも言われる。その内容は、半透膜の近くにあるイオンが、膜の両側に均等に分配されないことである。通常の原因は、異なる電荷を帯びた物質が存在し、それが膜を通過できないために不均一な電荷が生じることである 。
例えば、血漿中の大きなアニオン性タンパク質は、毛細血管壁を透過しない。一方小さな陽イオンは引き寄せられるが、タンパク質には結合していないので、小さな陰イオンは小さな陽イオンよりも容易に陰イオン性タンパク質から離れて毛細血管壁を通過する。
したがって、あるイオン種は障壁を通過できるが、他のイオン種は通過できない。溶液はゲルやコロイドであったり、エレクトロライトの溶液であったりするので、ゲル同士、あるいはゲルと液体の相境界も選択的障壁として働くことがある。このような2つの溶液の間に生じる電位をドナン電位という。
ギブス・ドナン効果は、1878年に提案したアメリカの物理学者であるウィラード・ギブズと、1911年に実験的に研究したイギリスの化学者フレデリック・ドナンにちなんで命名された。

## 例
膜の片側に電荷を帯びた不透過性のイオン（例えばタンパク質）が存在すると、透過性の電荷を帯びたイオンの分布が非対称になる。平衡状態におけるGibbs-Donnan方程式は次のようになる（透過イオンをNa+とCl-と仮定）:
{\displaystyle [{\text{Na}}^{+}]_{\alpha }[{\text{Cl}}^{-}]_{\alpha }=[{\text{Na}}^{+}]_{\beta }[{\text{Cl}}^{-}]_{\beta }}
式変形をすると以下のようになる。
{\displaystyle {\frac {[{\text{Na}}^{+}]_{\alpha }}{[{\text{Na}}^{+}]_{\beta }}}={\frac {[{\text{Cl}}^{-}]_{\beta }}{[{\text{Cl}}^{-}]_{\alpha }}}}
一つの設定に基づいた計算例は以下の通りである。
| 初期濃度                                                                    | 平衡時点                                                                           | 浸透圧                                                 |
| --------------------------------------------------------------------------- | ---------------------------------------------------------------------------------- | ------------------------------------------------------ |
| {\displaystyle \alpha }: 9 Na, 9 Cl {\displaystyle \beta }: 9 Na, 9 Protein | {\displaystyle \alpha }: 6 Na, 6 Cl {\displaystyle \beta }: 12 Na, 3 Cl, 9 Protein | {\displaystyle \alpha }: 12 {\displaystyle \beta }: 24 |